# Танда
„Танда“ (2020) на режисьорката Теодора-Косара Попова е български късометражен документален филм за тангото, любовта и самотата – в танца и извън него.
Номиниран от Американската филмова академия за студентски Оскар в категория чуждоезичен документален филм, селектиран в големи международни фестивали (включително в София, Уругвай и Хонконг)